# Srđan Todorović
Srđan "Žika" Todorović (cyr. Срђан Тодоровић; ur. 28 marca 1965 w Belgradzie) – jugosłowiański i serbski aktor i muzyk (perkusista).

## Kariera aktorska
Jest absolwentem Wydziału Sztuk Dramatycznych Akademii Sztuk w Belgradzie. Jego pierwszym filmem był Ima ljubavi, nema ljubavi z 1968 roku. Kolejny raz wystąpił w 1985 roku w filmie Bal na wodzie. W 1987 zagrał w kolejnych trzech filmach – Dogodilo se na današnji dan, Oktoberfest (jako fotograf) oraz Već viđeno (jako młody Mihajlo). W 1988 wystąpił w filmie Zaboravljeni, a rok później w Kako je propao rokenrol. W 1991 roku wcielił się w rolę Mišy w dziele Mala. W 1992 zagrał Flekę w filmie Crni bombarder i Đavo w Nie jesteśmy aniołami. Rok później wcielił się w rolę Tokiego w obrazie Vizantijsko plavo, a w 1995 – w rolę Jovana w Underground. W 1997 roku zagrał Nikolę w filmie Tri letnja dana. W 1998 wcielił się w rolę Dadana Karambolo w filmie Czarny kot, biały kot. Za tę rolę został nagrodzony podczas festiwalu Filmski susreti w Niszu. W tym samym roku zagrał też Lanego w Tri palme za dve bitange i ribicu.
W 2000 roku wcielił się w rolę Dušana Popovicia w Rat uživo. W 2001 wystąpił w filmie Sto na sto, w 2002 – w Mrtav 'ladan, a w 2003 roku zagrał w filmie Jagoda w supermarkecie. W 2004 wcielił się w rolę Ratka w filmie Szara ciężarówka w kolorze czerwonym, za którą otrzymał nagrodę Cara Konstantina na festiwalu Filmski susreti oraz został nominowany do Europejskiej Nagrody Filmowej w kategorii najlepszy aktor (wybór publiczności). W 2005 roku wystąpił w filmach Mi nismo anđeli 2, Ivkova slava i Flert, a w 2006 roku – w Mi nismo anđeli 3: Rokenrol uzvraća udarac. W 2008 zagrał w filmie krótkometrażowym Sektor. W 2010 wziął udział w Srpskim filmie oraz Montevideo, smak zwycięstwa. Za rolę w tym pierwszym został nominowany do nagrody Fright Meter dla najlepszego aktora pierwszoplanowego, jednakże ostatecznie jej nie zdobył. W 2014 wystąpił w Montevideo, vidimo se i Atomski zdesna. Za rolę w tym drugim otrzymał nagrodę Cara Konstantina na festiwalu Filmski susreti. W 2015 zagrał w filmie Apsurdni eksperiment. W 2017 wcielił się w rolę Ludiego Gai w filmie Requiem dla pani J., a także wystąpił w filmie Prokleti pas. Od tego samego roku występuje również w serialu Senke nad Balkanom. W 2018 roku wystąpił w filmie Južni vetar, a rok później w filmie Psi umiru sami. W 2020 roku zagrał w rosyjskim filmie Hotel Belgrad. W 2021 roku wystąpił w filmie Nebesa oraz Nije loše biti čovek.
W 2016 roku został jurorem programu Ja imam talenat!, serbskiej edycji programu Mam talent!.

### Filmografia
- Ima ljubavi, nema ljubavi (1968)
- Bal na wodzie (1985)
- Dogodilo se na današnji dan (1987)
- Oktoberfest (1987)
- Već viđeno (1987)
- Zaboravljeni (1988)
- Kako je propao rokenrol (1989)
- Mala (1991)
- Crni bombarder (1992)
- Nie jesteśmy aniołami (1992)
- Vizantijsko plavo (1993)
- Underground (1995)
- Tri letnja dana (1997)
- Czarny kot, biały kot (1998)
- Tri palme za dve bitange i ribicu (1998)
- Rat uživo (2000)
- Sto na sto (2001)
- Mrtav 'ladan (2002)
- Jagoda w supermarkecie (2003)
- Szara ciężarówka w kolorze czerwonym (2004)
- Mi nismo anđeli 2 (2005)
- Ivkova slava (2005)
- Flert (2005)
- Mi nismo anđeli 3: Rokenrol uzvraća udarac (2006)
- Srpski film (2010)
- Montevideo, smak zwycięstwa (2010)
- Montevideo, vidimo se (2014)
- Atomski zdesna (2014)
- Apsurdni eksperiment (2015)
- Requiem dla Pani J. (2017)
- Prokleti pas (2017)
- Južni vetar (2018)
- Psi umiru sami (2019)
- Hotel Belgrad (2020)
- Nebesa (2021)
- Nije loše biti čovek (2021)

## Kariera muzyczna
Był perkusistą w wielu zespołach muzycznych, m.in. Ekatarina Velika (1987–1990), Disciplina kičme (1982–1986), Radnička kontrola, Centar, Bezobrazno zeleno, Kazna za uši, czy Električni orgazam.

## Życie prywatne
Jego ojciec Bora (1930–2014) również był aktorem, podobnie jak jego ciotka Mira Stupica. Ma młodszą siostrę Danę, także aktorkę. W październiku 2004 roku poślubił Anę Jovićević. W nocy z 3 na 4 maja 2014 urodził się ich pierwszy syn Dejan, który zmarł 20 grudnia 2017.